# 2024年パリオリンピックの開会式
2024年パリオリンピックの開会式は、同年7月26日夜（CEST）にフランス・パリのセーヌ川などで行われた第33回オリンピック競技大会の開会式。式典はオリンピック憲章に基き行われ、エマニュエル・マクロン大統領が開会を宣言した。総監督はトマ・ジョリー。史上初めて主競技場以外で式典が行われた。またオリンピック放送機構が130台のカメラと80台のスクリーンで中継した。

## 概説

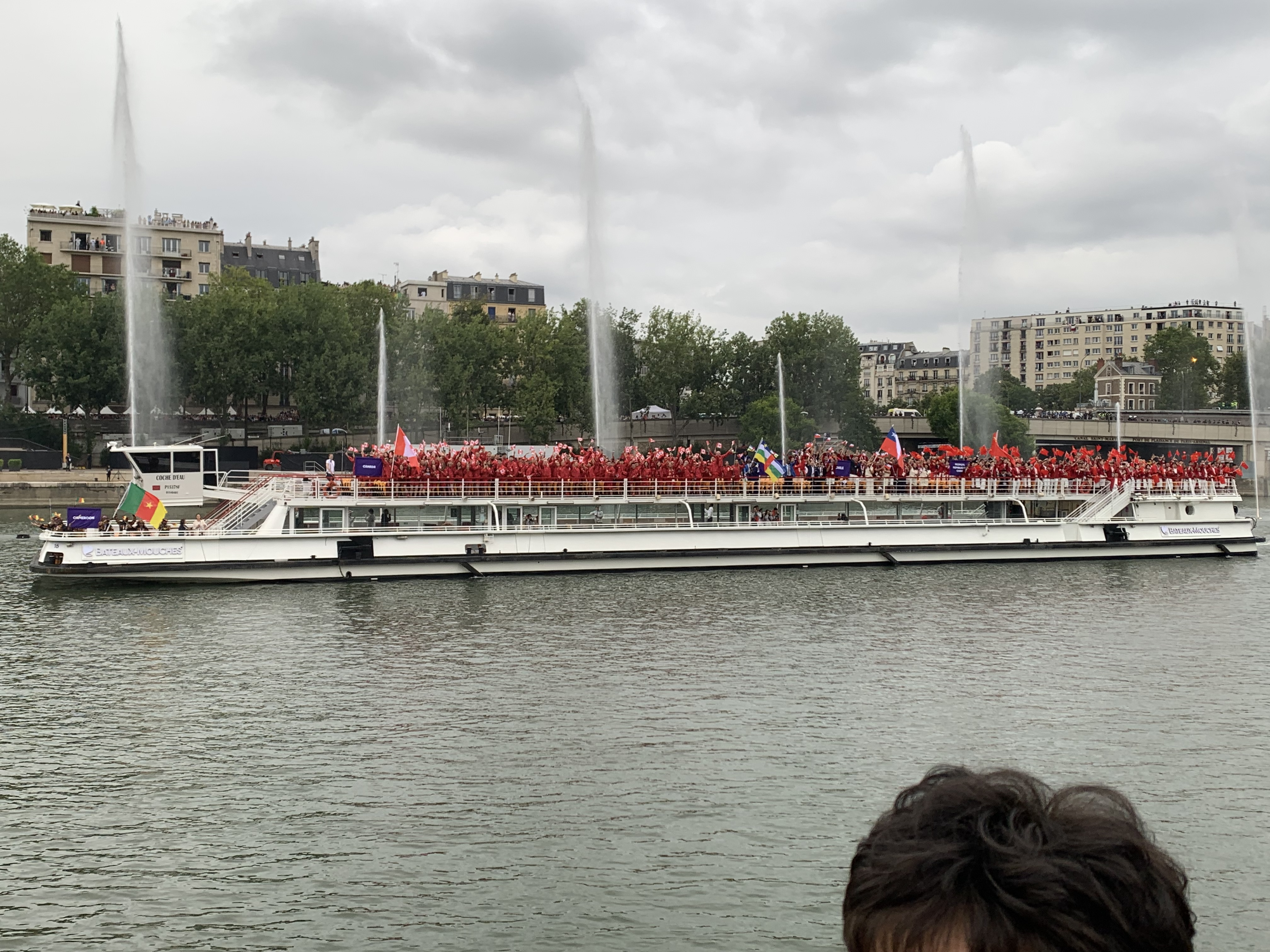
セーヌ川を船で入場行進して開会式会場に向かう、アルファベットCから始まる国々（カメルーン、カナダ、中央アフリカ共和国、チリ、中国）の選手団

大会組織委員会は現地時間の2021年12月13日に、「2024年パリオリンピックの開会式については、パリ中心部を流れるセーヌ川で行われ、各国・地域の選手団は船で川を航行して入場行進することになる」との計画を発表した。
計画はオステルリッツ橋からエッフェル塔近くのイエナ橋までの間を川下りして開会式パレードを行うものであり、競技場を主会場として開会式を行ってきたこれまでの夏季オリンピックとは一線を画す形となった。開会式はランドマークを活用して街そのものを競技場に見立てた。競技場で行う場合の約10倍にあたる60万人が一部無料を含む観戦が出来るメリットがある一方、安全確保が大きな課題とされた。その後、警備やテロの懸念から観衆を30万人程度に半減させた。
また開会式前日には高速鉄道のTGVで路線設備が放火されるというトラブルが発生したが、警備を強化させたうえで開会式は予定通り挙行された。

## プログラム

### プロローグ
コメディアンのジャメル・ドゥブーズが聖火トーチを手にスタッド・ド・フランスへ入るが、スタンドには誰もいない。すると「セーヌ川で開会式が行われる」という世界各国のニュース映像が流れ困惑する彼の前に、元サッカー選手のジネディーヌ・ジダンが現れる。ドゥブーズから聖火トーチをもらったジダンが市内を疾走し、途中で子供達に追われながら地下鉄に乗り込むも出発直後に停電し急停車。ホーム上でジダンから聖火トーチを受け取った子供達が地下墓地や地下道を通ると、フードをかぶった謎の人がこぐボートに乗船し、セーヌ川を進んでいく。ここまではVTRで、そこからトロカデロ広場の中継映像にワープ。その後、フランス大統領のエマニュエル・マクロンと国際オリンピック委員会会長のトーマス・バッハが紹介され、聖火トーチを持った子供達の乗るボートが実際にセーヌ川へ登場。オステルリッツ橋におけるフランスの国旗をイメージしたトリコロールの花火やセーヌ川沿いの観客席の様子などが映し出されたあと、開式から10分ほどで選手入場が始まった。

## 選手入場
選手団は近代オリンピック発祥の地であるギリシャを先頭に、難民選手団をはさみ、開催国の公用語であるフランス語の表記に基づくアルファベット順で入場した。そのため、英語と表記が異なる南アフリカやドイツ、サウジアラビアなどは序盤での入場となった。
選手たちは大小合わせて85隻の船に乗り7回に分けて入場し、船が通過すると国名がフランス語と英語でアナウンスされた。選手入場の合間にショーを行う事で入場行進の中だるみや間延びを防ぎ、飽きさせない工夫がされた｡
日本は全体の93番目（ジャマイカとヨルダンの間）に入場。
そして次々回開催国のオーストラリア、次回開催国のアメリカ、今大会開催国のフランスが選手入場の最後を飾った。
ロシアとベラルーシの国籍を持つ選手については、ロシアの組織的なドーピング問題やウクライナ侵攻などを理由として本大会の開会式における入場行進への参加を認められず、各競技にも個人資格選手としての出場を余儀なくされた。また、パレスチナが紛争関係にあるイスラエルについて競技を含めた大会への参加を禁止するよう要請したものの、IOCはこれに取り合わない姿勢を示したため両者とも予定どおり入場行進に参加した。

### 入場順
- フランス語表記は開会式でアナウンスされたものである。また、日本語表記はNHKの中継で呼称されたものである。

| 入場順 | 国名                             | フランス語                                 |
| ------ | -------------------------------- | ------------------------------------------ |
| 1      | ギリシャ                         | Grèce                                      |
| 2      | 難民選手団                       | Équipe Olympique des Réfugiés              |
| 3      | アフガニスタン                   | Afghanistan                                |
| 4      | 南アフリカ                       | Afrique du Sud                             |
| 5      | アルバニア                       | Albanie                                    |
| 6      | アルジェリア                     | Algérie                                    |
| 7      | ドイツ                           | Allemagne                                  |
| 8      | アンドラ                         | Andorre                                    |
| 9      | アンゴラ                         | Angola                                     |
| 10     | アンティグア・バーブーダ         | Antigua et Barbuda                         |
| 11     | サウジアラビア                   | Arabie Saoudite                            |
| 12     | アルゼンチン                     | Argentine                                  |
| 13     | アルメニア                       | Arménie                                    |
| 14     | アルバ                           | Aruba                                      |
| 15     | オーストリア                     | Autriche                                   |
| 16     | アゼルバイジャン                 | Azerbaïdjan                                |
| 17     | バハマ                           | Bahamas                                    |
| 18     | バーレーン                       | Bahreïn                                    |
| 19     | バングラデシュ                   | Bangladesh                                 |
| 20     | バルバドス                       | Barbade                                    |
| 21     | ベルギー                         | Belgique                                   |
| 22     | ベリーズ                         | Bélize                                     |
| 23     | ベナン                           | Bénin                                      |
| 24     | バミューダ                       | Bermudes                                   |
| 25     | ブータン                         | Bhoutan                                    |
| 26     | ボリビア                         | Bolivie                                    |
| 27     | ボスニア・ヘルツェゴビナ         | Bosnie et Herzégovine                      |
| 28     | ボツワナ                         | Botswana                                   |
| 29     | ブラジル                         | Brésil                                     |
| 30     | ブルネイ                         | Brunéi Darussalam                          |
| 31     | ブルガリア                       | Bulgarie                                   |
| 32     | ブルキナファソ                   | Burkina Faso                               |
| 33     | ブルンジ                         | Burundi                                    |
| 34     | カボベルデ                       | Cabo Verde                                 |
| 35     | ケイマン諸島                     | Îles Caïmans                               |
| 36     | カンボジア                       | Cambodge                                   |
| 37     | カメルーン                       | Cameroun                                   |
| 38     | カナダ                           | Canada                                     |
| 39     | 中央アフリカ共和国               | République Centrafricaine                  |
| 40     | チリ                             | Chili                                      |
| 41     | 中国                             | République Populaire de Chine              |
| 42     | キプロス                         | Chypre                                     |
| 43     | コロンビア                       | Colombie                                   |
| 44     | コモロ                           | Comores                                    |
| 45     | コンゴ共和国                     | Congo                                      |
| 46     | コンゴ民主共和国                 | République Démocratique du Congo           |
| 47     | クック諸島                       | Îles Cook                                  |
| 48     | 韓国                             | République de Corée                        |
| 49     | コスタリカ                       | Costa Rica                                 |
| 50     | コートジボワール                 | Côte d'Ivoire                              |
| 51     | クロアチア                       | Croatie                                    |
| 52     | キューバ                         | Cuba                                       |
| 53     | デンマーク                       | Danemark                                   |
| 54     | ジブチ                           | Djibouti                                   |
| 55     | ドミニカ共和国                   | République Dominicaine                     |
| 56     | ドミニカ                         | Dominique                                  |
| 57     | エジプト                         | Egypte                                     |
| 58     | エルサルバドル                   | El Salvador                                |
| 59     | アラブ首長国連邦                 | Émirats Arabes Unis                        |
| 60     | エクアドル                       | Équateur                                   |
| 61     | エリトリア                       | Érythrée                                   |
| 62     | スペイン                         | Espagne                                    |
| 63     | エストニア                       | Estonie                                    |
| 64     | エスワティニ                     | Eswatini                                   |
| 65     | エチオピア                       | Ethiopie                                   |
| 66     | フィジー                         | Fidji                                      |
| 67     | フィンランド                     | Finlande                                   |
| 68     | ガボン                           | Gabon                                      |
| 69     | ガンビア                         | Gambie                                     |
| 70     | ジョージア                       | Géorgie                                    |
| 71     | ガーナ                           | Ghana                                      |
| 72     | イギリス                         | Grande Bretagne                            |
| 73     | グレナダ                         | Grenade                                    |
| 74     | グアム                           | Guam                                       |
| 75     | グアテマラ                       | Guatemala                                  |
| 76     | ギニア                           | Guinée                                     |
| 77     | ギニアビサウ                     | Guinée Bissau                              |
| 78     | 赤道ギニア                       | Guinée Équatoriale                         |
| 79     | ガイアナ                         | Guyane                                     |
| 80     | ハイチ                           | Haïti                                      |
| 81     | ホンジュラス                     | Honduras                                   |
| 82     | 香港                             | Hong Kong Chine                            |
| 83     | ハンガリー                       | Hongrie                                    |
| 84     | インド                           | Inde                                       |
| 85     | インドネシア                     | Indonésie                                  |
| 86     | イラン                           | République Islamique d'Iran                |
| 87     | イラク                           | Irak                                       |
| 88     | アイルランド                     | Irlande                                    |
| 89     | アイスランド                     | Islande                                    |
| 90     | イスラエル                       | Israël                                     |
| 91     | イタリア                         | Italie                                     |
| 92     | ジャマイカ                       | Jamaïque                                   |
| 93     | 日本                             | Japon                                      |
| 94     | ヨルダン                         | Jordanie                                   |
| 95     | カザフスタン                     | Kazakhstan                                 |
| 96     | ケニア                           | Kenya                                      |
| 97     | キルギス                         | Kirghizistan                               |
| 98     | キリバス                         | Kiribati                                   |
| 99     | コソボ                           | Kosovo                                     |
| 100    | クウェート                       | Koweit                                     |
| 101    | ラオス                           | République Démocratique Populaire Lao      |
| 102    | レソト                           | Lesotho                                    |
| 103    | ラトビア                         | Lettonie                                   |
| 104    | レバノン                         | Liban                                      |
| 105    | リベリア                         | Libéria                                    |
| 106    | リビア                           | Libye                                      |
| 107    | リヒテンシュタイン               | Liechtenstein                              |
| 108    | リトアニア                       | Lituanie                                   |
| 109    | ルクセンブルク                   | Luxembourg                                 |
| 110    | 北マケドニア                     | Macédoine du Nord                          |
| 111    | マダガスカル                     | Madagascar                                 |
| 112    | マレーシア                       | Malaisie                                   |
| 113    | マラウイ                         | Malawi                                     |
| 114    | モルディブ                       | Maldives                                   |
| 115    | マリ                             | Mali                                       |
| 116    | マルタ                           | Malte                                      |
| 117    | モロッコ                         | Maroc                                      |
| 118    | マーシャル諸島                   | Îles Marshall                              |
| 119    | モーリシャス                     | Maurice                                    |
| 120    | モーリタニア                     | Mauritanie                                 |
| 121    | メキシコ                         | Mexique                                    |
| 122    | ミクロネシア                     | États Fédérés de Micronésie                |
| 123    | モルドバ                         | République de Moldova                      |
| 124    | モナコ                           | Monaco                                     |
| 125    | モンゴル                         | Mongolie                                   |
| 126    | モンテネグロ                     | Monténégro                                 |
| 127    | モザンビーク                     | Mozambique                                 |
| 128    | ミャンマー                       | Myanmar                                    |
| 129    | ナミビア                         | Namibie                                    |
| 130    | ナウル                           | Nauru                                      |
| 131    | ネパール                         | Népal                                      |
| 132    | ニカラグア                       | Nicaragua                                  |
| 133    | ニジェール                       | Niger                                      |
| 134    | ナイジェリア                     | Nigeria                                    |
| 135    | ノルウェー                       | Norvège                                    |
| 136    | ニュージーランド                 | Nouvelle Zélande                           |
| 137    | オマーン                         | Oman                                       |
| 138    | ウガンダ                         | Ouganda                                    |
| 139    | ウズベキスタン                   | Ouzbékistan                                |
| 140    | パキスタン                       | Pakistan                                   |
| 141    | パラオ                           | Palaos                                     |
| 142    | パレスチナ                       | Palestine                                  |
| 143    | パナマ                           | Panama                                     |
| 144    | パプアニューギニア               | Papouasie Nouvelle Guinée                  |
| 145    | パラグアイ                       | Paraguay                                   |
| 146    | オランダ                         | Pays Bas                                   |
| 147    | ペルー                           | Pérou                                      |
| 148    | フィリピン                       | Philippines                                |
| 149    | ポーランド                       | Pologne                                    |
| 150    | プエルトリコ                     | Porto Rico                                 |
| 151    | ポルトガル                       | Portugal                                   |
| 152    | カタール                         | Qatar                                      |
| 153    | 北朝鮮                           | République Populaire Démocratique de Corée |
| 154    | ルーマニア                       | Roumanie                                   |
| 155    | ルワンダ                         | Rwanda                                     |
| 156    | セントクリストファー・ネビス     | Saint Kitts et Nevis                       |
| 157    | セントルシア                     | Sainte Lucie                               |
| 158    | サンマリノ                       | Saint Marin                                |
| 159    | セントビンセント・グレナディーン | Saint Vincent et les Grenadines            |
| 160    | ソロモン諸島                     | Îles Salomon                               |
| 161    | サモア                           | Samoa                                      |
| 162    | アメリカ領サモア                 | Samoa Américaines                          |
| 163    | サントメ・プリンシペ             | Sao Tomé et Principe                       |
| 164    | セネガル                         | Sénégal                                    |
| 165    | セルビア                         | Serbie                                     |
| 166    | セーシェル                       | Seychelles                                 |
| 167    | シエラレオネ                     | Sierra Leone                               |
| 168    | シンガポール                     | Singapour                                  |
| 169    | スロバキア                       | Slovaquie                                  |
| 170    | スロベニア                       | Slovénie                                   |
| 171    | ソマリア                         | Somalie                                    |
| 172    | スーダン                         | Soudan                                     |
| 173    | 南スーダン                       | Soudan du Sud                              |
| 174    | スリランカ                       | Sri Lanka                                  |
| 175    | スウェーデン                     | Suède                                      |
| 176    | スイス                           | Suisse                                     |
| 177    | スリナム                         | Suriname                                   |
| 178    | シリア                           | République Arabe Syrienne                  |
| 179    | タジキスタン                     | Tadjikistan                                |
| 180    | 台湾（チャイニーズ・タイペイ）   | Chinese Taipei                             |
| 181    | タンザニア                       | République Unie de Tanzanie                |
| 182    | チャド                           | Tchad                                      |
| 183    | チェコ                           | Tchèque                                    |
| 184    | タイ                             | Thaïlande                                  |
| 185    | 東ティモール                     | République Démocratique du Timor-Leste     |
| 186    | トーゴ                           | Togo                                       |
| 187    | トンガ                           | Tonga                                      |
| 188    | トリニダード・トバゴ             | Trinité et Tobago                          |
| 189    | チュニジア                       | Tunisie                                    |
| 190    | トルコ                           | Turquie                                    |
| 191    | トルクメニスタン                 | Turkménistan                               |
| 192    | ツバル                           | Tuvalu                                     |
| 193    | ウクライナ                       | Ukraine                                    |
| 194    | ウルグアイ                       | Uruguay                                    |
| 195    | バヌアツ                         | Vanuatu                                    |
| 196    | ベネズエラ                       | Venezuela                                  |
| 197    | アメリカ領ヴァージン諸島         | Îles Vierges des États-Unis                |
| 198    | イギリス領ヴァージン諸島         | Îles Vierges Britanniques                  |
| 199    | ベトナム                         | Vietnam                                    |
| 200    | イエメン                         | Yémen                                      |
| 201    | ザンビア                         | Zambie                                     |
| 202    | ジンバブエ                       | Zimbabwe                                   |
| 203    | オーストラリア                   | Australie                                  |
| 204    | アメリカ                         | États-Unis d'Amérique                      |
| 205    | フランス                         | France                                     |

## 演出
開会式は全12のテーマによって構成された。

### テーマの一覧（演目順）
- 『ENCHANTÉ』（はじめまして）
- 『SYNCHRONICITÉ』（シンクロニシティ）
- 『LIBERTÉ』（自由）
- 『ÉGALITÉ』（平等）
- 『FRATERNITÉ』（友愛）
- 『SORORITÉ』（女性たちの連帯）
- 『SPORTIVITÉ』（スポーツマンシップ）
- 『FESTIVITÉ』（祝祭）
- 『OBSCURITÉ』（暗闇）
- 『SOLIDARITÉ』（連帯）
- 『SOLENNITÉ』（儀式）
- 『ETERNITÉ』（永遠）

## 挨拶・開会宣言・五輪宣誓
国連難民高等弁務官のフィリッポ・グランディに対するオリンピック月桂冠賞授与に続いて、パリ2024大会組織委員会会長のトニー・エスタンゲ、国際オリンピック委員会会長のトーマス・バッハが順に開会挨拶を行った。
その後、フランス大統領のエマニュエル・マクロンにより開会が宣言された。マクロンは1996年アトランタオリンピックにおけるビル・クリントン（当時49歳）を下回り、『大統領』の肩書を持つ人物としては夏冬通じて史上最年少となる46歳での開会宣言となった。
五輪宣誓はフランス選手団の旗手も兼務するフローラン・マナドゥとメリナ・ロベールミションが務めた。
マクロン大統領による開会宣言の文言は次のとおりである。

## 聖火点灯・フィナーレ
聖火トーチは冒頭に登場したフードの人物によってパリ市内の各所を廻ったあと、トロカデロ広場で再びジダンに託された。その後、ラファエル・ナダル、カール・ルイス、ナディア・コマネチ、セリーナ・ウィリアムズ、トニー・パーカー、アメリ・モレスモ、フロリアン・ルソー、ロール・マナドゥなど総勢22人のオリンピアンやパラリンピアンによって繋がれ、ロンドン五輪・リオデジャネイロ五輪の柔道100キロ超級で連覇したテディ・リネールとバルセロナ五輪・アトランタ五輪の陸上短距離で3個の金メダルを獲得したマリー＝ジョゼ・ペレクの黒人系の男女により聖火台に点火。聖火台はそのまま熱気球となって上昇し、五輪史上初めて競技場外の空中聖火台となった。気球の直径は22メートルで、フランス電力が開発した。気球には一切燃料は使われていない。フィナーレは難病を抱えるフランス系カナダ人歌手のセリーヌ・ディオンがエッフェル塔特設ステージで『愛の讃歌』を歌唱し、現地時間の午後11時30分（日本時間の午前6時30分）に閉式を迎えた。

## 国歌・賛歌
- 仏国歌 - Axelle Saint-Cirel
- オリンピック賛歌 - フランス国立管弦楽団（演奏）、フランス放送合唱団（合唱）

## 主な出席者

### ホスト国
- エマニュエル・マクロン大統領
- ガブリエル・アタル首相
- フランソワ・オランド元大統領
- パリ市長アンヌ・イダルゴ
- パリ2024組織委員会会長トニー・エスタンゲ
- 国際自転車競技連合会長兼CNOSF会長ダヴィ・ラパルティアン

### 政府代表団
- ハビエル・ミレイ大統領[15]
- ロサンジェラ・ルーラ・ダ・シルヴァ大統領夫人[16]
- ジョルジャ・メローニ首相
- ジル・バイデン大統領夫人

### 国際機関
- 国際オリンピック委員会 - トーマス・バッハ会長以下全IOC委員
  - 国際サッカー連盟 - ジャンニ・インファンティーノ会長
  - ヨーロッパオリンピック委員会 - スパイロス・カプラロス会長
- ウルズラ・フォン・デア・ライエン欧州委員会委員長
- シャルル・ミシェル欧州理事会議長[17]
- クリスティーヌ・ラガルド欧州中央銀行総裁[18]
- オードレ・アズレ国際連合教育科学文化機関事務局長[19]
- アントニオ・グテーレス国際連合事務総長[20]
- イェンス・ストルテンベルグ北大西洋条約機構事務総長
- ジルベール・ウングボ国際労働機関事務局長

## 日本での放送
- NHK総合、NHK Eテレ、NHK BSプレミアム4K、NHK BS8K（同時中継）[21]
  - 実況:伊藤慶太（大阪放送局）、中山果奈（いずれもアナウンサー）
  - Eテレは解説放送・手話通訳による視覚・聴覚障害者向け放送。
- NHKラジオ第1、NHK-FM放送[22]（同時中継）[21]
- テレビ朝日（録画放送）
  - 実況: 寺川俊平
  - ゲスト:松岡修造、潮田玲子（元バドミントン日本代表、2012年ロンドンオリンピック出場）
  - 放送時間:7月27日 8:00 - 11:00（日本時間）

## 反応
パリ五輪組織委員会が行ったアンケート調査では、フランス国民の86％が成功だったと回答し、96%が開会式の出来に満足していると答えている。IOCが世界の15地域を対象にした調査でも、88％が「良かった」と回答。76％が「史上最も記憶に残った開会式だった」とした。

## 論争・トラブル
- フランスのヘヴィメタルバンド「ゴジラ」とオペラ歌手のマリーナ・ヴィオッティのコラボレーションでコンシェルジュリーを舞台にフランス革命時の流行歌『サ・イラ』のゴシックメタルアレンジを披露する際に斬首されたマリー・アントワネットがサ・イラを歌うシーンやコンシェルジュリーの窓から流血をイメージした赤いリボンや煙幕が飛び出したシーンに対し保守派団体から悪魔崇拝的であるとの批判が殺到したが、この件に関してゴジラのリードボーカル兼ギタリストのジョー・デュプランティエが、ローリング・ストーンのインタビューで悪魔崇拝的な演出に関しては否定しており、「あくまでフランスの歴史を伝えただけだ」としている[25]。なお、ヘヴィメタルバンドがオリンピック開会式の舞台に立ったのは史上初とされ、メンバー全員がメタルコミュニティー全体を代表して世界の舞台の立つことには重圧があったということも明かしている[26]。開会式から数日後、ヘヴィメタルファンには評判が良かったことからSpotifyのストリーミング再生数や月刊リスナー数が100万人増加するなど結果的に成功している[27]。同年8月30日には開会式で披露した『サ・イラ』のストリーミング配信が行われている[28]。
- ドラッグ・クイーンたちが演じる『最後の晩餐』のオマージュや歌手のフィリップ・カトリーヌ（英語版）が全身を青く塗ってほぼ全裸で扮したディオニューソスが登場したため、キリスト教右派は「反キリスト教」的だと非難し、バチカンの関係者は「深く傷ついた」と表明。イーロン・マスクはSNS上で「Woke」を非難するミームに反応した[29]。これに対し、開会式のトマ・ジョリ芸術監督が地元のテレビで「最後の晩餐から着想を得たのではなく（ギリシャ神話の）オリンポス山の神々に関連する異教徒の祝祭がアイデアにあった」と説明、「（キリスト教徒を）嘲笑する意図はなかった」と強調した[30]。
- マリーヌ・ル・ペンの姪によると、彼女は子たちと一緒に開会式を見たが、「残酷なWokeのプロパガンダ」と評したという。なお、マリ出身のアヤ・ナカムラの登場についても、国民連合側は「フランス文化に対する略奪だ」と非難した[31]。
- 上記のLGBT関連の場面とポリアモリーと連想できるシーンに対して、中国のCCTVは実況コメントを一時取りやめた[32]。
- IOCの広報責任者であるアンヌ・デキャンプは7月28日の会見で上記の演出について、「宗教団体に対する軽蔑を示す意図はなかった」「誰かを不快にさせたとしたら、すまなく思う」と述べたうえで、「寛容な共同体を称えようとした。世論調査でも示されているように、その目的は達成されたと思う」と語った[33][34]。
- 当日未明、フランス国内のTGV路線3か所でほぼ同時に信号ケーブル等の設備が焼ける火災が発生、一部の選手が開会式に出席できなくなるなどの影響が発生した。フランス政府の交通担当大臣は「組織的な悪意のある行為」と述べた[35][36]。
- 大韓民国代表の入場時に英語とフランス語の現地アナウンスで「朝鮮民主主義人民共和国」と誤って紹介した[37]。これを受けてIOCのトーマス・バッハ会長は翌27日午後、尹錫悦大統領に対して電話で謝罪した[38]。
- 五輪旗が誤って上下逆さで掲揚された[39]。
- 理由は不明だが、開会式のフル映像はOlympicsの公式YouTubeチャンネルにアップロードされた後、2日後の7月28日に削除された[40]（大会全日程終了後の8月12日に再度アップされている）。